# Laly Goyzueta
Úrsula Goyzueta Muente (Lima, 2 de noviembre de 1969), conocida artísticamente como Laly Goyzueta, es una primera actriz de televisión y teatro, productora y exmodelo peruana. Es más conocida por los roles estelares de la villana reformada Doris Beltrán en 1000 oficios, de la villana Fiorella Altamirano en Así es la vida, de la villana Irma Castro en Mi amor, el wachimán, de Josefa Robles en El Último Bastión, y de Patricia Ferreira en Luz de luna.

## Biografía
Estudia Ciencias de la comunicación en la Universidad de Lima. 
Goyzueta tiene sus primeras apariciones en televisión como modelo en el programa Triki trak y al año siguiente como modelo del programa Casino 4, presentado por Johnny López.
En 1998, coconduce el programa Gente Jo (ATV), el cual presenta en forma amena cámaras escondidas de Damián y el Toyo. Al año siguiente, junto a Wendy Menéndez, anima su programa para Radio Nacional.
Posteriormente Goyzueta viaja por unos años a estudiar actuación en Televisa (México).  
De regreso a Lima, labora como antagonista en las series de televisión Mil oficios como Doris Beltrán y posteriormente Así es la vida como Fiorella Altamirano. 
En 2008, regresa a la televisión con la telenovela Graffiti, en donde interpreta a Bertha.
En 2011, aparece en un episodio de la telenovela Lalola.
A mitad del 2012, participa en la serie Mi amor, el wachimán, en un rol antagónico, como Irma Castro, la madre de Catalina (María Grazia Gamarra).
A fines de 2018, forma parte del elenco principal de la telenovela Ojitos hechiceros, producida por Del Barrio Producciones, interpretando el rol antagónico de Nicole Quispe, la madre de Belén (Ximena Palomino).
En 2022, participa en Luz de luna 2: Canción para dos, interpretando a Patricia Ferreira, la primera dama y madre de "Eus De Souza" (Nicolás Galindo).

## Otras actividades
Tiene un emprendimiento de venta de muffins, llamado "MufFit".

## Filmografía

### Televisión

#### Programas
- Triki Trak (1988) como Ella misma (Modelo).
- Casino 4 (1989) como Ella misma (Modelo).
- El baúl de la felicidad (1992) como Ella misma (Modelo).
- Gente Jo (1998) como Ella misma (Copresentadora).
- Gisela, el gran show (2014) como Ella misma (Invitada).
- El Reventonazo de la Chola (2022) como Ella misma (Invitada).
- Ponte las pilas (2022) como Ella misma (Invitada).

#### Series y telenovelas
- Torbellino (1997) como Miss Brenda Zoeger.
- Leonela, muriendo de amor (1997–1998) como Bella.
- Boulevard Torbellino (1997–1998) como Miss Brenda Zoeger.
- Mil Oficios o 1000 Oficios (2001–2004) como Doris Beltrán Div. de Palacios "La Innombrable".
- Así es la vida (2004–2005; 2007–2008) como Fiorella Altamirano.
- Graffiti (2008–2009) como Bertha de Silva.
- Lalola (2011) como Sexóloga (Participación especial).
- Yo no me llamo Natacha (2011) como Alicia.
- América Kids (2012) como Regina.
- La AKdemia (2012) como Regina.
- Mi amor, el wachimán (2012) como Irma Castro de Yrigoyen.
- Vacaciones en Grecia (2013) como Nanet Vílchez.
- Derecho de familia (2013) como Rafaella (1 Episodio).
- Mi amor, el wachimán 2 (2013) como Irma Castro de Yrigoyen.
- Cholo Powers (2013–2014) como Carolina.
- Mi amor, el wachimán 3 (2014) como Irma Castro Vda. de Yrigoyen / de López.
- Nuestra Historia (2015–2016) como Nancy Cáceres de Robles.
- Valiente amor (2016) como Roxana Soto de Olivera.
- Solo una madre (2017) como Silvia Rosas Flores de De los Heros.
- Colorina (2017) como María Emilia Jara Valdez de Villamore Vda. de Zaldivar / "Jezabel".
- Betty, la fea (2018) como Marcia.
- Ojitos hechiceros 2: Un amor a prueba de todo (2018–2019) como Nicole Quispe Álvarez Vda. de Zambrano.
- El ultimo Bastión (2018–2019) como Josefa Robles Mendoza.
- Princesas (Piloto) (2019).
- La rosa de Guadalupe: Perú (2020) como Luisa (Episodio: El inquilino).
- La otra orilla (2020) como Lorena Osorio.
- Brigada de Monstruos (2020–2021) como Groña Petri.
- Luz de Luna 2: Canción para dos (2022) como Dra. Patricia Ferreira Bustamante de De Souza "La primera dama".[6]
- Luz de Luna 3 (2023) como Dra. Patricia Ferreira Bustamante.
- #Pobre Novio (2024-presente) como Beatriz "Betty" Cruz
- Al Fondo hay Sitio (2025) como Perla Chacón

## Teatro
- Locura de amor (Reposición) (2004).
- Mi amor, el wachimán: El musical (2012) como Irma Castro.
- Mi amor, el wachimán 2: El musical (2013) como Irma Castro.
- Mi amor, el wachimán 3: El musical (2014) como Irma Castro.
- Casa Refugio (2016).[7]
- Ojitos hechiceros 2: El musical (2019) como Nicole Quispe.
- Luz de luna: La aventura (2022) como Patricia Ferreira.

## Discografía

### Temas musicales
- «Sueños que te llenan de amor» (2022) (Tema para Luz de luna 2; Con Naima Luna).

### Bandas sonoras
- Luz de luna 2: Canción para dos (2022).

## Eventos
- Sinopharm (2021).
- The color run (2021).

## Literatura

### Álbumes
- Mi amor, el wachimán (2012) como Irma Castro (Imagen).
- Mi amor, el wachimán 2 (2013) como Irma Castro (Imagen).
- Mi amor, el wachimán 3 (2014) como Irma Castro (Imagen).